# Tobias Pehle

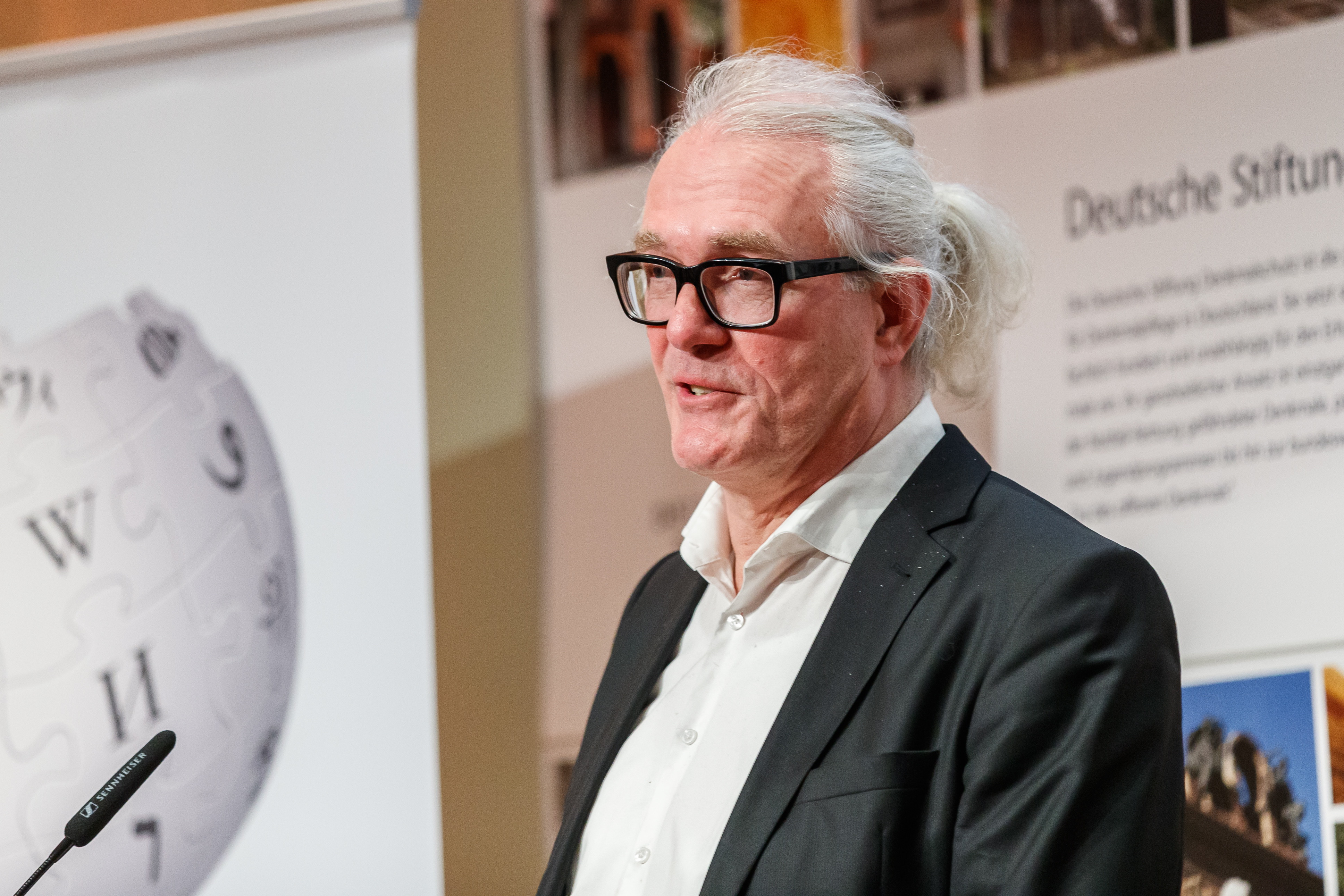
Tobias Pehle (2023) bei der Siegerehrung von Wiki Loves Earth und Wiki Loves Monuments

Tobias Pehle (* 27. Januar 1960 in Soest) ist ein deutscher Journalist und Autor. Er lebt und arbeitet in Unna-Hemmerde.

## Beruflicher Werdegang
Tobias Pehle absolvierte von 1983 bis 1985 ein Volontariat bei der Badischen Zeitung, Freiburg. Im Anschluss wechselte er zur Zeitschrift Video, Motor Presse Stuttgart. Seit 1989 arbeitet er freiberuflich. Pehle ist mit der ehemaligen Hörfunkjournalistin Yara Hackstein verheiratet, mit der er auch gemeinsam publiziert.
Bis 1996 arbeitete Pehle vorwiegend als Reisejournalist. Seit 2014 arbeitet er mit dem Schwerpunkt Friedhofskultur. 2015 initiierte er die Bewerbung, die Friedhofskultur in Deutschland in das Bundesweite Verzeichnis des immateriellen Kulturerbes der Deutschen UNESCO-Kommission aufzunehmen; die Ernennung erfolgte 2020. Seitdem arbeitet Pehle als Geschäftsführer des Kuratoriums immaterielles Erbe Friedhofskultur e.V.

## Publikationen
Pehle verfasste Reiseführer sowie ein Begleitbuch zur Sat.1-Fernsehserie „Traumreisen, unterwegs auf den schönsten Straßen der Welt“, danach konzentrierte er sich auf Ratgeber. Zwischen 2005 und 2012 erschien eine kleine Lexikon-Reihe im Auftrag von Rebo-Publishers, Lisse, NL zu Themen wie „Kaffee“, „Parfüm“ oder „Romantikgärten“, die in mehrere Sprachen übersetzt wurden. Er schrieb über 100 Bücher zu verschiedensten Sachthemen.